# Gomeisa
Gomeisa nebo Beta Canis Minoris (β CMi/β Canis minoris) je hvězda v souhvězdí Malého psa.
Je modrobílou hvězdou hlavní posloupnosti, spektrálního typu B8 zdánlivé hvězdné velikosti 2,9m a je snadno viditelná pouhým okem. Je mírně proměnná a patří mezi proměnné hvězdy typu Gama Cassiopeiae. Rychle rotuje a je obklopena diskem z plynného materiálu.